# نادية سانتيني
نادية سانتيني (بالإيطالية: Nadia Santini)‏ هي طاهية إيطالية، اشتُهِرَت بمطعمها  دال بيسكاتوري الحاصل على ثلاث نجوم من دليل ميشلان منذ عام 1996م. فازت بجائزة فوف كليكو «لأفضل طاهي في العالم» للعام 2013.